# Louis Heudelinne
Louis Heudelinne (* vor 1680; † nach 1705) war ein französischer Komponist und Gambist. 

## Leben und Wirken
Louis Heudelinne war ein Zeitgenosse von Marin Marais und zählte zu den abseits der französischen Hauptstadt in der Provinz tätigen Musikern. Er wirkte in Diensten des reichen Marquis de Becdelièvre in Rouen, Präsident des Parlamentes der Normandie. 
Heudelinne veröffentlichte 1701 seine Trois suites de pièces pour la viole im Typendruck bei Christophe Ballard, Werke die ein Jahr später als Nachdruck im Notenstichverfahren bei Estienne Roger in Amsterdam erschienen. Ein weiterer Band, „Second livre pour le dessus et basse de violle et pour le violon et le clavessin triots et sonates“, erschien 1705 bei H. Foucault.

## Diskografie
- Musique des Dames: Trois suites de pièces pour la viole von 1701, Solistin Simone Eckert (Christophorus, 1996)